# Ахмад, Кади Хусейн
Ка́ди Хусе́йн Ахма́д (12 декабря 1938, Наушера, Британская Индия — 6 января 2013, Исламабад, Пакистан) — видный религиозный деятель, исламский богослов. Один из руководителей Международного союза мусульманских ученых, руководитель ведущей исламской партии Пакистана «Джамаат-и-Ислами». Критиковал политику США в Афганистане и других странах.

## Биография
Кади Хусейн Ахмад родился в 1938 году в Хайбер-Пахтунхве (Пакистан). Он был младшим ребёнком в семье. У него было десять братьев и сестер. Обучение начал дома. Затем поступил пешаварский колледж Исламия. Имел степень магистра наук Пешаварского университета в области географии. Учась в аспирантуре, работал в качестве лектора колледжа Свата. Через три года покинул университет и перешёл в Торгово-промышленную палату провинции Хайбер-Пахтунхва.
У Кади Хусейна Ахмада было два сына (Асиф Лукман Кади и Анас Фархан Кади) и две дочери. Его жена и дети были активистами Джамаат-и-Ислами. Он свободно владел урду, английским, арабским и персидским языком, а также родным пушту. Кади Хусейн Ахмад был большим поклонником поэта Аллама Мухаммада Икбала.
В ноябре 2012 года террорист-смертник совершил покушение на Ахмада, однако он не пострадал.
В течение многих лет Кади Ахмад страдал от порока сердца. Шестого января 2013 года он умер в исламабадской больнице. Причиной его смерти, как сообщается, стал сердечный приступ. Его тело было похоронено в родном городе Баба Зиярат.

## Политическая деятельность
Политическая карьера Ахмада началась рано. В школьные годы он присоединился Ислами Джамиат-и-Талаба. В 1970 году он стал членом Джамаат-и-Ислами. Затем стал главой районного отделения партии в Пешаваре. После этого он работал в качестве секретаря, а затем руководителя (амира) партии Джамаат-и-Ислами в провинции Хайбер-Пахтунхва. В 1978 году стал Генеральным секретарём пакистанского отделения Джамаат-и-Ислами, а с 1987 года стал её руководителем. Был переизбран на эту должность четыре раза, в 1992, 1994, 1999 и 2003 году. В 2008 году он отказался избраться в пятый раз, после чего этот пост занял Сайед Мунаувар Хасан.
В 1986 году Хусейн Ахмад был впервые избран сенатором. Покровительствовал таким организациям, как Пасбан и Шабаб. Был генеральным секретарем организации Муттахида шариаз махаз (1986).
В марте 1992 года переизбран на пост сенатор, но в 1996 году он ушел в отставку в знак протеста против коррумпированности политической системы. оппозиционной партии Муттахида меджлис-э-амаль.
Кади Хусейн Ахмад много путешествовал за границей, представляя Джамаат-и-Ислами на международных форумах. Высоко оценены его заслуги во время ирано-иракской и войны в Персидском заливе, Балканского кризиса, а также во время Гражданской войны в Афганистане (1992—1996).
В 1997 Кади Хусейн Ахмад начал общенациональную кампанию по привлечению сторонников в партию Джамаат-и-Ислами. Благодаря этому количество членов пертии увеличилось на 4,5 млн человек.
В 1999 он предложил Пакистану дестабилизировать обстановку в Индии, используя существующие этнические и политической напряженности в этой стране, с последующим созданием южноазиатской исламской империю охватывает территорию от Таджикистана до Бирмы и Шри-Ланки.
В 2002 году Хусейн Ахмад стал членом Национальной ассамблеи — нижней палаты парламента, от двух округов. Затем был лидером